# Чутеевское сельское поселение (Татарстан)
Чуте́евское се́льское поселе́ние (тат. Чүти авылы җирлеге) — муниципальное образование в составе Кайбицкого района Татарстана. Административный центр — село Чутеево.

## География
Чутеевское сельское поселение имеет границы со Старотябердинским, Молькеевским сельскими поселениями и Чувашской Республикой.
По территории поселения протекает река Кубня.

## История
Сельское поселение образовано в соответствии с Законом Республики Татарстан от 31 января 2005 г. № 25-ЗРТ «Об установлении границ территорий и статусе муниципального образования „Кайбицкий муниципальный район и муниципальных образований в его составе“» (с изменениями от 29 декабря 2008 г.).

## Население
| 2010  | 2011  | 2012  | 2013  | 2014  | 2015  | 2016  |
| ----- | ----- | ----- | ----- | ----- | ----- | ----- |
| 1281  | ↘1278 | ↘1276 | ↘1252 | ↘1237 | ↘1225 | ↘1202 |
| 2017  | 2018  |       |       |       |       |       |
| ↗1203 | ↘1183 |       |       |       |       |       |

## Населённые пункты
В состав муниципального образования входят два села:
- Чутеево
- Большое Тябердино

## Администрация
Глава сельского поселения — Алексей Тимофеевич Козлов.
Адрес администрации: 422338, Республика Татарстан, Кайбицкий район, с. Чутеево, ул. Кооперативная, д. 37. Телефон: 33-6-45.